# Bulbine semibarbata
Bulbine semibarbata là một loài thực vật có hoa trong họ Thích diệp thụ. Loài này được (R.Br.) Haw. miêu tả khoa học đầu tiên năm 1821.